# Квартет (мультфильм, 1947)
«Квартет» — советский рисованный мультфильм, поставленный в 1947 году режиссёром Александром Ивановым по мотивам басни И. А. Крылова. Цветной ремейк одноимённого мультфильма 1935 года.

## Сюжет
В лесу пел соловей и пел великолепно! Послушав пение соловья, мартышка, осёл, козёл и косолапый мишка затеяли сыграть квартет. Они долго терзали инструменты и пересаживались с места на место. Но музыка не получалась. Наконец, соловей не выдержал и спел им: «А вы, друзья, как не садитесь, а в музыканты не годитесь!»
Тогда они пошли учиться в Лесную консерваторию. Научившись играть, они получили от директора Марабу дипломы:
- Мишке (по классу аккордеона)
- Ослу (по классу ксилофона)
- Козлу (по классу тромбона)
- Мартышке (по классу саксофона).

И пошли друзья по лесной дороге, играя на ходу. А все лесные обитатели плясали под их музыку.

## Создатели
| Сценарий                   | Эммануила Двинского, Александра Иванова, Пантелеймона Сазонова                                                                                      |
| Режиссёр                   | Александр Иванов |
| Композитор                 | Александр Варламов |
| Художник-постановщик       | Евгений Мигунов |
| Оператор                   | Михаил Друян |
| Звукооператор              | С. Ренский |
| Директор картины           | Борис Вольф |
| Технический ассистент      | Фёдор Гольдштейн |
| Ассистент по монтажу       | Александра Фирсова |
| Художники-мультипликаторы: | Михаил Ботов, Дмитрий Белов, Роман Давыдов, Мстислав Купрач, Валентин Лалаянц, Лев Попов, Лидия Резцова, Борис Титов, Геннадий Филиппов, Борис Чани |
| Художники-декораторы:      | Ирина Светлица, Дмитрий Анпилов, Елена Таненберг, Ефим Верлоцкий                                                                                    |

- Создатели приведены по титрам мультфильма.

## Роли озвучивали
- Эраст Гарин — Осёл
- Сергей Лемешев — вокальная партия Соловья

## Оценки
Главные успехи послевоенного «Союзмультфильма» — выпуск полнометражного (свыше 57 минут) рисованного фильма «Конёк-Горбунок» Ивана Иванова-Вано (1947), картин Валентины и Зинаиды Брумберг «Пропавшая грамота» (1945) и «Федя Зайцев» (1948), фильма Леонида Амальрика и Владимира Полковникова «Серая Шейка» (1948), цветной версии довоенного фильма «Квартет», созданной Александром Ивановым (1947), ленты М. М. Цехановского «Цветик-семицветик» (1948).
— Георгий Бородин